# Miglianico
Miglianico är en ort och kommun i provinsen Chieti i regionen Abruzzo i Italien. Kommunen hade 4 739 invånare (2018).